# 宽齿南鳅
宽齿南鳅（学名：Schistura latidens）一种分布于老挝及中国云南省景谷傣族彝族自治县威远江流域等地的鱼类，隶属于条鳅科南鳅属。

## 形态特征
宽齿南鳅身体短粗，头稍长。上颌具有一个宽、短常外露的齿状突；体侧有7～10条相对规则的暗黑色横斑纹，其宽度较条纹间隙宽；尾柄基部黑色斑块完全。